# Battle of Omega
「Battle of Omega」（バトル・オブ・オメガ）は、影山ヒロノブの71枚目のシングル。2010年12月22日にLantisから発売された。

## 概要
前作「EVER LAST」から約10ヶ月ぶりのリリース。表題曲「Battle of Omega」は、プレイステーション3、Xbox 360専用のゲームソフト『ドラゴンボール レイジングブラスト2』の主題歌として使用された。自身のドラゴンボール関連のタイアップ作品は、前々作「Progression」ぶり。
CDジャケットには、孫悟空、孫悟飯、ベジータ、トランクス、ハッチヒャック、クウラ、ボージャック、ジャネンバ、人造人間13号がプリントされている。なおCDジャーナルは、「リアルなバトルを綴った歌詞もグッと来る。」と評している

## 収録曲
（全作詞：森由里子）
1. Battle of Omega [3:45]
作曲・編曲：Kenz
  - プレイステーション3、Xbox 360ソフト『ドラゴンボール レイジングブラスト2』オープニングテーマ
2. Hyper Crazy [4:35]
作曲・編曲：Kenz・cAnON.
3. Battle of Omega（Instrumental）
4. Hyper Crazy（instrumental）